# George Herbert Walker
George Herbert "Bert" Walker, född 11 juni 1875 i Saint Louis i Missouri, död 24 juni 1953 i New York, var en amerikansk affärsman. Hans dotter Dorothy Walker gifte sig med Prescott Bush, och dessa blev föräldrar till George Herbert Walker Bush, USA:s president 1989–1993. George H.W. Bush är döpt efter sin morfar.